# Pretending
"Pretending" je pjesma finskog sastava HIM. Objavljena je 2. srpnja 2001. godine kao prvi singl s albuma Deep Shadows and Brilliant Highlights, gdje je peta pjesma po redu. Pjesmu je napisao Ville Valo, a producirao ju je Kevin Shirley. U 2006. godini "Pretending" je objavljen s "In Joy and Sorrow" kao dupli singl. Pjesma je dospjela na broj jedan u Finskoj.

## Popis pjesama
Međunarodno limitirano izdanje
1. "In Joy and Sorrow" (radio verzija) – 3:33
2. "Again" – 3:29
3. "In Joy and Sorrow" (string verzija) – 5:02
4. "Salt in Our Wounds" (Thulsa Doom verzija) – 7:02
5. "Beautiful" (Third Seal) – 4:46
6. "In Joy and Sorrow" (spot) – 3:33

Njemački i nizozemski CD singl
1. "In Joy and Sorrow" (radio verzija) – 3:33
2. "Again" – 3:29
3. "In Joy and Sorrow" (string verzija) – 5:02

Finsko izdanje
1. "In Joy and Sorrow" (radio verzija) – 3:33

"In Joy and Sorrow"/"Pretending" dupli singl
1. "In Joy and Sorrow" (string verzija) – 5:04
2. "Pretending" (akustična verzija) – 4:02

## Ljestvice
| Ljestvica (2001.) | Najviša pozicija |
| ----------------- | ---------------- |
| Finska            | 1                |
| Njemačka          | 10               |
| Švicarska         | 32               |